# Aéroport de Hualien
L'aéroport international de Hualien (en chinois traditionnel : 花蓮機場) (code IATA : HUN • code OACI : RCYU) est un aéroport commercial situé dans une zone civile de la base militaire de Hualien à Taïwan. Cet aéroport offre des lignes régulières vers des destinations domestiques et quelques vols charters vers le Japon.

## Situation
| \| 20 km1:1 721 000 \| Taipei-Taoyuan Taipei Songshan Kaohsiung Taichung Tainan Hualien Chiayi Lutao Hengchun Kinmen Magong Beigan Nangan Lanyu · île des Orchidées Pingtung Tchimeï Taitung Wangan |
| 20 km1:1 721 000 |

## Compagnies aériennes et destinations
| Compagnies        | Destinations        |
| ----------------- | ------------------- |
| Mandarin Airlines | Kaohsiung, Taichung |
| UNI AIR           | Taïpei-Songshan     |
| HK Express        | Hong Kong           |

## Incidents et accidents
- 26 octobre 1989 : le vol China Airlines 204 s'écrase contre une montagne à 7000 pieds d'altitude juste après son décollage de l'aéroport. Les 54 personnes à bord du Boeing 737 y périront.

## Statistiques
Pour des raisons techniques, il est temporairement impossible d'afficher le graphique qui aurait dû être présenté ici.

Voir la requête brute et les sources sur Wikidata.